# عبد الله النسور
 عبد الله عبد الكريم حمدان النسور (20 يناير 1939 -) سياسي أردني و‌رئيس وزراء سابق، ولد في السلط - إبان عهد إمارة شرق الأردن. تولى منصب رئيس وزراء الأردن مرتين متتاليتين: الأولى من (11 أكتوبر 2012 - 30 مارس 2013) والثانية من (30 مارس 2013 - 29 مايو 2016).
أنهى دراسة الثانوية العامة من مدرسة السلط الثانوية، حصل على درجة البكالوريوس بتخصص «الإحصاء» من الجامعة الأمريكية في بيروت، وشهادة الماجستير في «إدارة المؤسسات» من جامعة ميشيغان في الولايات المتحدة، وشهادة الدكتوراه في «التخطيط» من جامعة السوروبون في باريس.
شغل العديد من المناصب في السلطة التشريعية فكان عضوا في مجلس النواب في مجالس سنة 1989، 1993، 2010، ورئيس اللجنة المالية والاقتصادية في مجلس النواب، وعضو في لجنة الشؤون الخارجية في مجلس النواب، وعضو لجنة التربية والتعليم والتعليم العالي في مجلس النواب، وعضو مجلس الأعيان في مجالس 1997، 2009، 2016، 2022، وعضو في اللجنة المالية في مجلس الأعيان، وعضو في لجنة الشؤون الخارجية في مجلس الأعيان.
وفي 9 يونيو 2016، صدرت الإرادة الملكية بتعيينه مرة أخرى عضوا في مجلس الأعيان، ولا يزال يشغل هذا المنصب حتى اليوم.

## حكومة النسور

### الحكومة الأولى
تشكلت حكومة عبد الله النسور الأولى في 10 أكتوبر 2012، بعد أن قدّم فايز الطراونة استقالة حكومته للملك عبد الله الثاني، تماشيًا مع التعديلات الدستورية الأخيرة، والتي نجمت عن خارطة الإصلاح السياسي، والتي استوجبت استقالة الحكومة بعد حل مجلس النواب بحسب المادة 74 من الدستور. حيث قام الملك بإصدر إرادته الملكية السامية بحل مجلس النواب في يوم الخميس 3 أكتوبر 2012، ممهّدًا لعقد انتخابات مبكرة، قامت الهيئة المستقلة للانتخاب بإدارة الانتخابات والإشراف عليها وتحديد موعد إجرائها. ومع انتهاء فترة مجلس النواب لعام 2012 وقدوم مجلس النواب السابع عشر في العام 2013، استمر النسور في تسلمه رئاسة الوزراء.

### الحكومة الثانية
أعاد العاهل الأردني تكليف عبد الله النسور بتشكيل حكومة جديدة في 9 آذار 2013. وقد أدت الحكومة الثانية القسم أمام الملك عبد الله الثاني في 30 آذار 2013. وفي 23 أبريل 2013، منح البرلمان الأردني الحكومة الثانية الثقة بثلاث وثمانين صوتًا مؤيدًا وخمس وستين صوتًا معارضًا. وكانت حكومته الحكومة السابعة والسبعين في تاريخ المملكة الأردنية الهاشمية. وقدّم النسور استقالة حكومته في 29 مايو 2016، وجاء في نص قبول الاستقالة: «أما وقد آن الآوان للدعوة لإجراء انتخابات عامة في المملكة بعد إستكمال قانون الانتخاب، ووجوب حل مجلس النواب بعد أن أنهى المجلس السابع عشر دوراته الأربعة، فقد قدمتم استقالتكم كمتطلب دستوري. وإنني إذ أقبل استقالتكم، لأعرب عن شكري الجزيل لكم... -- عبدالله الثاني ابن الحسين». ومرّ الأردن خلال الفترة الثانية من حكومة النسور بظروف صعبة بسبب تدّفق النازحين إلى المملكة جراء الحرب الأهلية السورية وما خلقه من ضغوط على الاقتصاد الأردني، جعل بعض النواب يطالبون باستقالة حكومته.

## المناصب التي شغلها في مجلس الأمة
- عضو مجلس النواب الأردني، في مجالس 1989، 1993، 2010.
- رئيس اللجنة المالية والاقتصادية بمجلس النواب.
- عضو لجنة الشؤون الخارجية بمجلس النواب.
- عضو لجنة التربية والتعليم والتعليم العالي بمجلس النواب.
- عضو مجلس الأعيان، في مجالس 1997، 2009، 2016-الآن.
- عضو اللجنة المالية بمجلس الأعيان.
- عضو لجنة الشؤون الخارجية بمجلس الأعيان.

### الحقائب الوزارية
- وزير التخطيط
- وزير التربية والتعليم
- وزير الخارجية
- وزير الصناعة والتجارة
- وزير التعليم العالي
- وزير التنمية الإدارية
- وزير الإعلام
- نائب رئيس الوزراء
- رئيس الوزراء ووزير الدفاع

### الخبرات والعضويّات ومناصب أخرى
- محافظ الأردن لدى البنك الدولي
- أمين عام وزارة المالية
- مدير عام دائرة ضريبة الدخل
- مدير عام دائرة الموازنة العامة
- نائب محافظ الأردن لدى صندوق النقد الدولي
- رئيس مجلس إدارة نادي الأعمال الفرنسي الأردني
- المندوب الأردني الدائم لدى اليونسكو.
- رئيس مجلس أمناء جامعة الزيتونة الأردنية الخاصة
- رئيس مجلس التعليم العالي
- الناطق الرسمي وعضو في اللجنة الملكية الخاصة بالأردن أولاً
- نائب رئيس مجلس أمناء جامعة العلوم والتكنولوجيا
- نائب رئيس مجلس أمناء جامعة البلقاء التطبيقية
- نائب رئيس مجلس أمناء الجامعة الهاشمية
- عضو مجلس الحقوق في الجامعة الأردنية
- عضو مجلس أمناء الجامعة الأردنية
- المدير الإداري والمالي للجمعية العلمية الملكية
- رئيس المجلس الأعلى لمكافحة الأمية
- عضو اللجنة الوطنية للتخطيط التنموي
- معلم وموجه ومدير في وزارة التربية والتعليم
- نائب رئيس مجلس إدارة شركة النقل البري العراقي الأردني
- رئيس مجلس إدارة شركة الإسمنت
- نائب رئيس مجلس إدارة شركة الفوسفات

### العضوية
يتمتع معالي عبد الله النسور بصفة العضوية في المؤسسات التالية:
- اللجنة الملكية الخاصة بالأجندة الوطنية
- مجلس إدارة بنك الأردن
- مجلس إدارة البنك العربي الإفريقي الدولي
- مجلس إدارة الشركة العربية للاستثمار
- مجلس إدارة شركة سكة حديد العقبة
- مجلس إدارة الملكية الأردنية
- مجلس إدارة المؤسسة الأردنية للاستثمار
- مجلس إدارة سلطة ميناء العقبة
- مجلس إدارة المؤسسة الأردنية لتطوير المشاريع الإقتصادية
- مجلس إدارة مؤسسة إعمار السلط
- مجلس إدارة مؤسسة نور الحسين
- مجلس إدارة صندوق الملكة علياء
- رئيس مجلس إدارة صحيفة صوت الشعب
- رئيس مجلس إدارة مركز هيا الثقافي
- رئيس مجلس إدارة نادي خريجي الجامعات الفرنسية
- مجلس إدارة نادي خريجي الجامعات الأمريكية

## الأوسمة
- وسام النهضة عالي الشأن من الدرجة الأولى / الأردن
- وسام الكوكب الأردني من الدرجة الأولى/ الأردن
- وسام الاستقلال (الأردن) من الدرجة الأولى/ الأردن
- وسام التربية الأردني الممتاز / الأردن
- وسام وسام جوقة الشرف الفرنسي / فرنسا
- وسام التاج الملكي البلجيكي من الدجة الأولى/ بلجيكا
- وسام رئيس جمهورية إيطاليا / إيطاليا

## وصلات خارجية
- حول التشكيلة الوزارية
- السيرة الذاتية لدولة عبد الله النسور الراي الأردنية 10/10/2012